# Kanon (manga)
Pour les articles homonymes, voir Kanon.
Kanon (花音, Kan'on, lit. Le son de la fleur) est un manga japonais basé sur la musique rédigé et illustré par Chiho Saito. Il a été prépublié par Shōgakukan de 1995 à 1997 et a été compilé en un total de six volumes. Kanon est récompensé du prix du manga Shōgakukan dans la catégorie shōjo en 1996.
Kanon est sujet à des controverses car le manga expose des thèmes comme l'inceste.

## Scénario
Jeune compositeur, Tendou Kawahara, s'envole pour la Mongolie après avoir été humilié par un autre compositeur du nom de Gen Mikami. En Mongolie, Tendou fait la rencontre de Kanon, une jeune japonaise qui possède un talent inné pour le violon. Après le décès de sa mère, Kanon emménage au Japon aux côtés de Tendou à la recherche de son père. Tendou tente de faire revenir le talent de Kanon pour le violon, sans succès. Un peu plus tard, la sœur de la mère de Kanon lui donne des photos de trois personnes qui pourraient être son père. Par la suite, l'un d'entre eux succombe à une attaque cardiaque, le deuxième déclare être homosexuel et le troisième, Kent Gregory, vit aux États-Unis, gravement malade depuis un bout de temps.
Finalement, Kanon s'envole vers les États-Unis, dans le seul but de retrouver Kent sur son lit de mort. Après les funérailles, elle revient au Japon. Aucune des trois personnes que Kanon a aperçues n'est son père. Cependant, le cruel Gen Mikami voudrait que Kanon devienne l'une de ses musiciennes. Après avoir perdu face à Mikami, Tendou inscrit Kanon dans une école de musique dans laquelle Mikami est le directeur.

## Manga
Rédigé et illustré par Chiho Saito, des suites de Kanon sont publiées par Shogakukan dans le magazine shōjo Amici de 1995 à 1997. En 2003, Flower Comics publie de nouveau le manga en trois volumes bunko.
| no | Japonais          | Japonais      |
| no | Date de sortie    | ISBN          |
| -- | ----------------- | ------------- |
| 1  | 26 octobre 1995   | 4-09-136701-1 |
| 2  | 26 octobre 1996   | 4-09-136703-8 |
| 3  | 26 février 1997   | 4-09-136703-8 |
| 4  | 26 février 1997   | 4-09-136704-6 |
| 5  | 26 juin 1997      | 4-09-136705-4 |
| 6  | 26 septembre 1997 | 4-09-136706-2 |